# Canal palato-vaginal
Le canal palato-vaginal (ou canal pharyngien ou canal ptérygo-palatin ou conduit ptérygo-palatin) est un canalicule osseux de la base externe du crâne.

## Description
Le canal palato-vaginal  est formé par le sillon palato-vaginal de la face inférieure du processus vagina dusphénoïde fermé par le processus vaginal de l'os palatin.
Le canal palato-vaginal relie le nasopharynx à la fosse ptérygo-palatine.
Dans la cavité nasale, son ouverture est située près du bord latéral de l'aile du vomer, à la racine du processus ptérygoïde entre le canal ptérygoïdien et le canal sphéno-vomérien latéral.
L'autre ouverture se situe en bas et en arrière de la fosse ptérygo-palatine.

## Contenu
Le canal palato-vaginal livre passage au rameau pharyngien du ganglion ptérygopalatin et à l'artère ptérygo-palatine.